# Plasteurhynchium
Plasteurhynchium là một chi rêu trong họ Lembophyllaceae.